# 伊塔堡

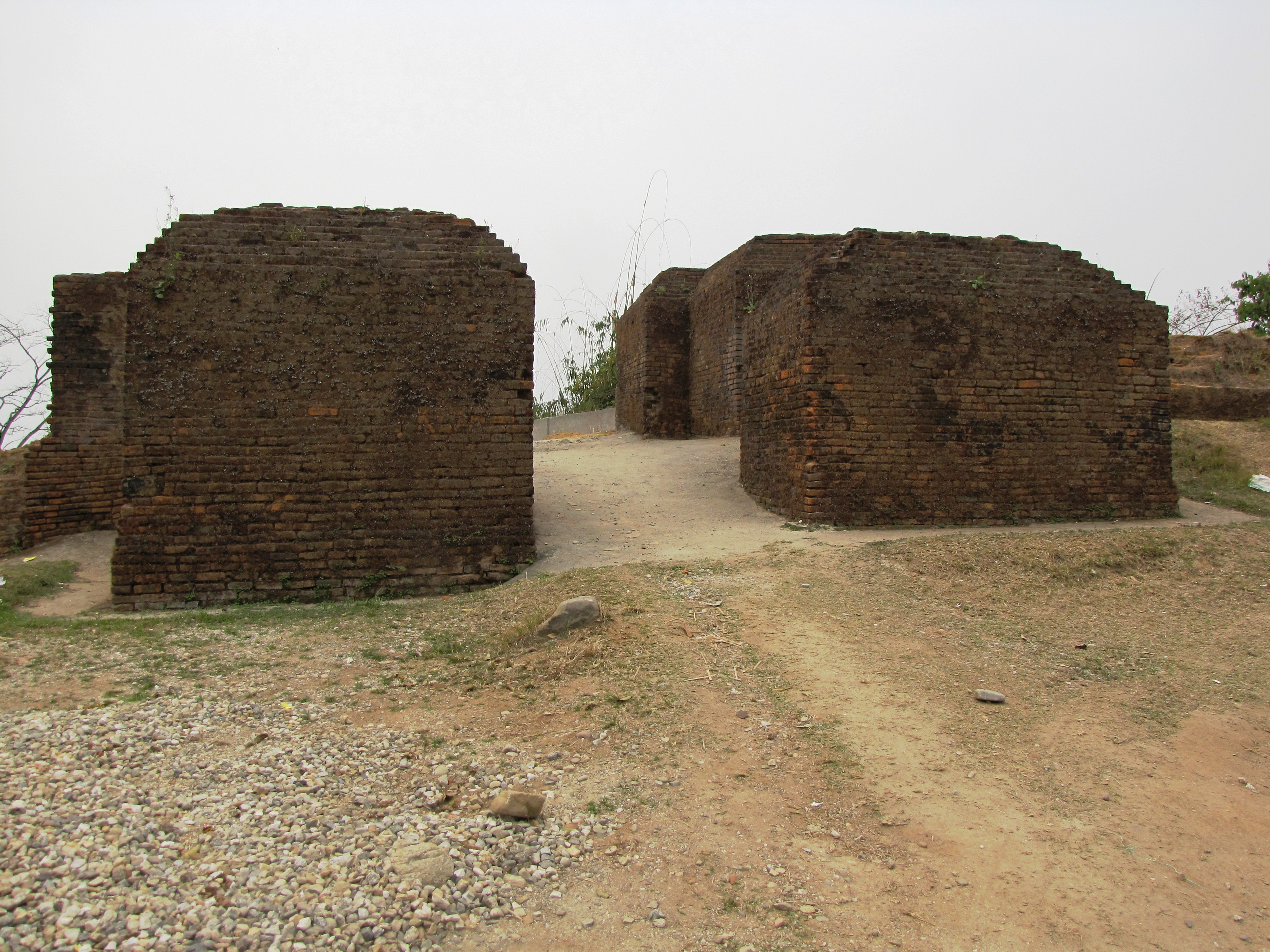
Ita Fort, southern gate.

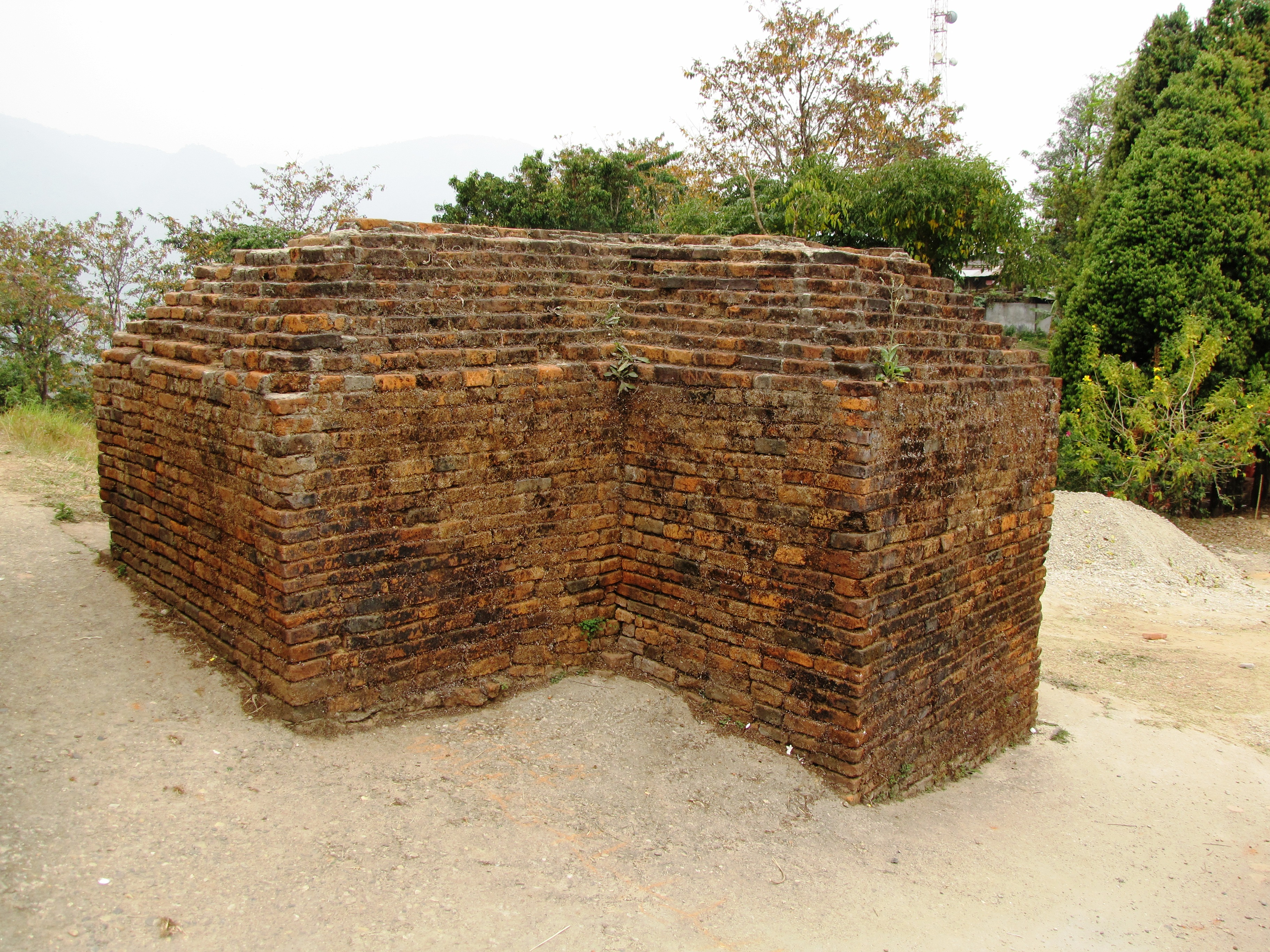
A brick wall at the southern gate.

伊塔堡是一座历史城堡，位于印度阿鲁纳恰尔邦伊塔那噶市帕普派尔县的中心，其年代可追溯到14－15世纪，伊塔那噶便是根据它而命名，它是一座形状不规则的城堡，主要用砖建成，砖建筑的总体积为16,200立方米。其东、西、南三面各有三座大门，据说是由毗邻的阿萨姆的阿豪姆王国修建。“伊塔”在阿豪姆語中的字面含义是“砖”。印度考古人员将其在伊塔堡的考古成果陈立在伊塔那噶市的尼赫鲁博物馆。